# Nikołaj Kamienski
Nikołaj Andriejewicz Kamienski, ros. Николай Андреевич Каменский (ur. 17 października 1931, zm. 21 lipca 2017) – radziecki skoczek narciarski, zwycięzca Turnieju Czterech Skoczni 1955/1956, wicemistrz świata z 1962.
W sezonie 1955/1956 wygrał Turniej Czterech Skoczni, nie stając na podium w żadnym z konkursów. Ponadto do jego sukcesów należą m.in. 2. miejsce na mistrzostwach świata w Zakopanem oraz 4. miejsce na igrzyskach olimpijskich w Squaw Valley w 1960.

## Mistrzostwa świata
- Indywidualnie
  - 1962 Zakopane (POL) – srebrny medal

## Igrzyska olimpijskie
- Indywidualnie
  - 1960 Squaw Valley (USA) – 4. miejsce (duża skocznia)